# 梅亚克 (上维埃纳省)
梅亚克（法語：Meilhac，法語發音：[mɛjak]）是法国新阿基坦大区上维埃纳省的一个市镇，属于利摩日区。

## 地理
梅亚克（45°42'49"N, 1°9'24"E）面积14.84 平方千米，位于法国新阿基坦大区上维埃纳省，该省份为法国中西部省份，北起顺时针与安德尔省、克勒兹省、科雷兹省、多爾多涅省、夏朗德省和维埃纳省接壤。
与梅亚克接壤的市镇（或旧市镇、城区）包括：比尔尼亚克、弗拉维尼亚克、茹尔尼亚克、拉维尼亚克、内克松。

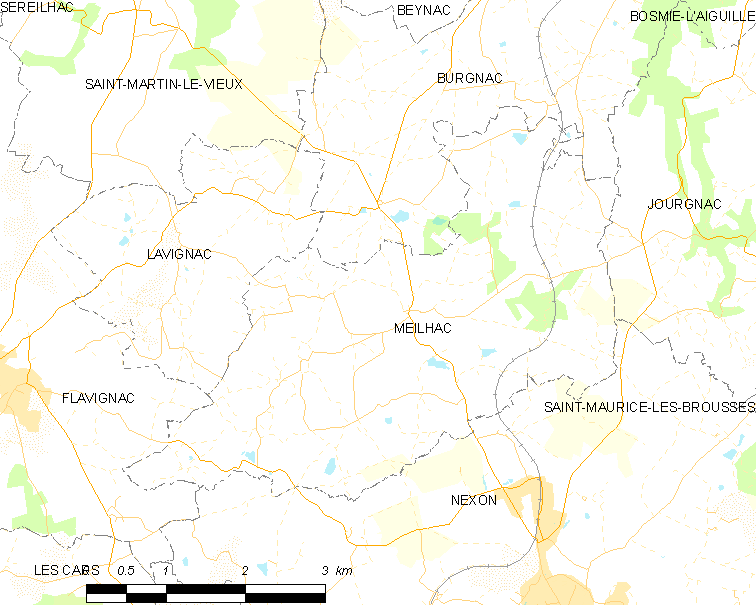
的OSM定位图

梅亚克的时区为UTC+01:00、UTC+02:00（夏令时）。

## 行政
梅亚克的邮政编码为87800，INSEE市镇编码为87094。

## 政治
梅亚克所属的省级选区为圣伊里耶拉佩尔什县。

## 人口

1962-2008年间人口变化图示

梅亚克于2022年1月1日时的人口数量为526人。